# Boiling Point - Il disastro è servito
Boiling Point - Il disastro è servito (Boiling Point) è un film del 2021 diretto da Philip Barantini.
Interpretato da un cast corale capitanato da Stephen Graham, è un'estensione dell'omonimo cortometraggio del 2019 diretto da Barantini e interpretato da Graham, come questo film girato in un unico piano sequenza.

## Trama
Andy, chef di un ristorante londinese afflitto da un matrimonio in crisi, debiti e alcolismo, comincia la serata arrivando in ritardo al lavoro solo per scoprire che un'ispezione sanitaria gli ha fatto perdere altri due punti HACCP. Inoltre, preso dai suoi problemi personali, Andy si è dimenticato come al solito di chiamare molti fornitori, lasciando la cucina sguarnita di alcuni dei piatti principali in quella che si prospetta essere una serata in overbooking: tra i clienti c'è anche Alistair Skye, celebre chef della TV e un tempo capo di Andy.
Nel frattempo, la discordia serpeggia tra la brigata di cucina e il personale di sala: Carly, la sous-chef, che sopperisce assieme con lo chef saucier Freeman alle distrazioni di Andy in cucina, ha bisogno entro fine sera di una sua risposta sull'eventualità di un aumento per decidere se accettare o meno la generosa offerta di un altro ristorante; Andy scopre però che Beth, la maître, non aveva introdotto l'argomento come promesso con suo padre, il proprietario; inoltre, si è dimenticata di inserire nel sistema l'allergia di una cliente, il che significa che la cucina dovrà ricordarlo a memoria; lo scambio di due cameriere aizza un capofamiglia cafone, mentre la richiesta di un fuori menù da parte di un gruppo di influencer causa una sfuriata di Carly a Beth, che si chiude in bagno a piangere; sul retro, la lavapiatti incinta fatica a tenere il ritmo a causa dell'ennesimo ritardo del suo collega, un pessimo elemento che però Andy non licenzia perché gli procura la cocaina con cui tirare avanti.
Dopo aver cercato di telefonare a suo figlio per complimentarsi di una gara vinta, Andy, che come al solito sta causando più danni che altro, abbandona la cucina per sedersi un attimo con Alistair, il quale lo sminuisce come chef e gli intima di restituirgli le 200 mila sterline che gli deve: nonostante il successo del suo show TV, infatti, è anche lui pieno di debiti. Si offre però di cancellare il debito se nominato socio di maggioranza del suo ristorante, di cui vede il potenziale inespresso.
La cliente allergica va in shock anafilattico e viene portata via in ambulanza, rovinando la proposta di matrimonio che doveva aver luogo al tavolo, il tutto finito in rete grazie al gruppo di influencer. Andy riunisce tutti in cucina per chiarire cosa sia andato storto, scoprendo che la nuova arrivata Camille, dall'inglese stentato, avendo finito la solita salsa, ne aveva condito l'insalata della cliente con un'altra, come dettogli da Andy quando interpellato, dimentico che contenesse l'olio di noci a cui era allergica. Freeman, che già mal sopportava lo chef, lo mette di fronte alla sua attitudine egoista e al suo alcolismo che hanno causato l'incidente, dando quasi il via a una rissa. Carly, esasperata, rivela ad Andy di aver deciso di accettare l'offerta dell'altro ristorante, una scelta che lui accetta a malincuore.
Alistair cerca di convincere Andy a dare la colpa dell'accaduto a Carly e in questo modo evitare conseguenze legali e d'immagine, dato che il ristorante è un investimento fatto anche con i suoi soldi: in cambio Alistair gli fornirebbe gratis il suo team di pubbliche relazioni per mettere a tacere l'incidente. Andy si chiude in ufficio, dove si ubriaca e sniffa ulteriormente, e telefona a sua moglie, promettendole di andare in riabilitazione e chiedendole di dire a suo figlio che gli vuole bene. Poi fa per tornare in cucina, ma collassa per terra.

## Produzione
Il film è stato girato in un unico piano sequenza ininterrotto. Originariamente, era previsto ne venissero girati otto, ma lo scoppio della pandemia di COVID-19 in Inghilterra ha interrotto le riprese dopo appena quattro: Barantini ha scelto infine di usare il terzo.

## Distribuzione
Il film è stato presentato in anteprima il 23 agosto 2021 al festival internazionale del cinema di Karlovy Vary. È stato distribuito nelle sale cinematografiche britanniche a partire dal 7 gennaio 2022 dalla Vertigo Films e invece in quelle italiane dal 10 novembre dello stesso anno da Arthouse.

## Riconoscimenti
- 2022 - Premi BAFTA
  - Candidatura per il miglior film britannico
  - Candidatura per il miglior attore protagonista a Stephen Graham
  - Candidatura per il miglior esordio britannico da regista, sceneggiatore o produttore a James Cummings (sceneggiatore) ed Hester Ruoff (produttrice)
  - Candidatura per il miglior casting a Carolyn McLeod
- 2021 - British Independent Film Awards[1]
  - Miglior attrice non protagonista a Vinette Robinson
  - Miglior casting a Carolyn McLeod
  - Miglior fotografia a Matthew Lewis
  - Miglior sonoro a James Drake, Rob Entwistle e Kiff McManus
  - Candidatura per il miglior film indipendente britannico
  - Candidatura per il miglior regista a Philip Barantini
  - Candidatura per il miglior attore a Stephen Graham
  - Candidatura per il miglior attore non protagonista a Ray Panthaki
  - Candidatura per il miglior attore rivelazione a Lauryn Ajufo
  - Candidatura per il miglior produttore rivelazione a Hester Ruoff
  - Candidatura per la miglior scenografia a Aimee Meek